# Aerojet
Aerojet war ein US-amerikanischer Hersteller von Raketentriebwerken. Neben dem Stammsitz in Sacramento, Kalifornien, war das Unternehmen an zahlreichen Standorten in den USA vertreten. 2013 wurde Aerojet von der Muttergesellschaft GenCorp mit der ehemaligen Firma Pratt & Whitney Rocketdyne zu Aerojet Rocketdyne zusammengeführt.

## Geschichte
Nach der Gründung am 19. März 1942 im kalifornischen Azusa entwickelte Aerojet zunächst Startraketen für  Militärflugzeuge. Ausgehend von der Höhenforschungsrakete Aerobee, wirkte das Unternehmen an der Entwicklung der Interkontinentalraketen Minuteman, Titan und Peacekeeper sowie der U-Boot-gestützten Polaris mit.
Zu den zivilen Projekten gehörte die Entwicklung des Antriebs für das Apollo-Raumschiff und die Steuerraketen des Space Shuttle. Ein weiteres Geschäftsfeld ergab sich mit der Produktion von Uran- sowie intelligenter Munition.